# 開膛手傑克的百年孤寂
《開膛手傑克的百年孤寂》（日语：切り裂きジャック・百年の孤独）是日本推理作家島田莊司的推理小說。

## 故事概要
1988年的西柏林市區的夜晚，剛調到風化組的女警莫妮卡和同事克勞斯在深夜巡邏時。突然聽到了女人的慘叫聲！趕到現場後他們發現常在小巷內拉客的妓女瑪莉被開膛破肚殺害，其死狀慘不忍睹。然而此案只是連環兇殺案的開端，不久後陸續出現遇害者遭同樣手法殺害，一切猶如一百年前令英國倫敦聞風喪膽的殺人狂「開膛手傑克」的所為……難道「開膛手傑克」跨越百年時空於德國復活！？

## 登場人物

### 一九八八年・西柏林

#### 警察
莫妮卡・封費頓（Monica）
西柏林女警，22歲，擁有美麗的臉蛋，非常討人喜歡。
加入警察4年，最近被調到風化科，負責處理街頭妓女的問題。
在一次夜間巡邏時發現了妓女瑪莉被刺殺的現場，後來在追捕兇手時受了重傷。
克勞斯・安克摩亞
莫妮卡的夜間巡邏搭檔。和莫妮卡一起發現第一個女死者瑪莉。
卡爾・舒瓦茨
重案組警員，莫妮卡的男友。
佩達・修特羅哲克
重案組警員，卡爾的搭檔。
在發現第四、五個受害者時追蹤兇手時發現受重傷的莫妮卡。
雷昂納多・賓達
重案組搜查主任。
歐拉夫・奥斯特萊希
重案組警員。
漢茲・狄克曼
重案組警員。

#### 案件相關
瑪莉・維克多
在西柏林街頭站崗拉客的中年妓女，英國人。1988年9月25日凌晨一時許被發現死在波茲坦路，身體被剖開。
安妮・萊斯卡
妓女，英國人。1988年9月25日凌晨四時許被發現死在波兹坦路後面的庫歌爾街，身體被剖開。
瑪格麗特・巴庫斯塔
妓女，英國人。1988年9月25日凌晨四時許被發現死在波兹坦路後面的黑森林巷，身體被剖開。
茱莉安・卡斯帝
妓女，英裔德國人。1988年9月26日凌晨兩時許在庫丹大道附近的庫洛迪爾巷被殺，身體被剖開。
凱薩琳・貝克
妓女，美國人。1988年9月26日凌晨兩時許在庫丹大道附近的湯普森巷被殺。和其他受害者不同身體沒被剖開。
雷恩・何爾查
酒店的服務生，據說非常討厭妓女，因此被當成凶案的嫌犯。

#### 其他
克林・密斯特里 (Clean Mystery)
自稱「開膛手傑克研究會」名譽顧問。操一口純正不列顛口音的英語，似乎有著東方血統的神秘老人。
出現在柏林警署眾警員面前的他，聲稱解開了一百多年前倫敦的開膛手傑克之謎，以及模仿開膛手傑克犯案的柏林開膛手事件的真相，並用計引出真兇……
有读者认为密斯特里是御手洗潔喬裝的。

## 外部連結
- （日語）http://soe006.com/novel.php?no=040309 （页面存档备份，存于）
- （简体中文）豆瓣讀書：開膛手傑克的百年孤寂 （页面存档备份，存于）